# Taira no Shigehira
Taira no Shigehira (平重衡, , 1158-1185) foi um dos filhos de Taira no Kiyomori , e um dos comandantes-chefes do clã Taira durante o período Heian do Século XII da História do Japão. Após a vencer Minamoto no Yoritomo a mando do Príncipe Mochihito na Batalha de Uji em 1180, Shigehira ordenou a queima de Nara  (ver Cerco de Nara ) .

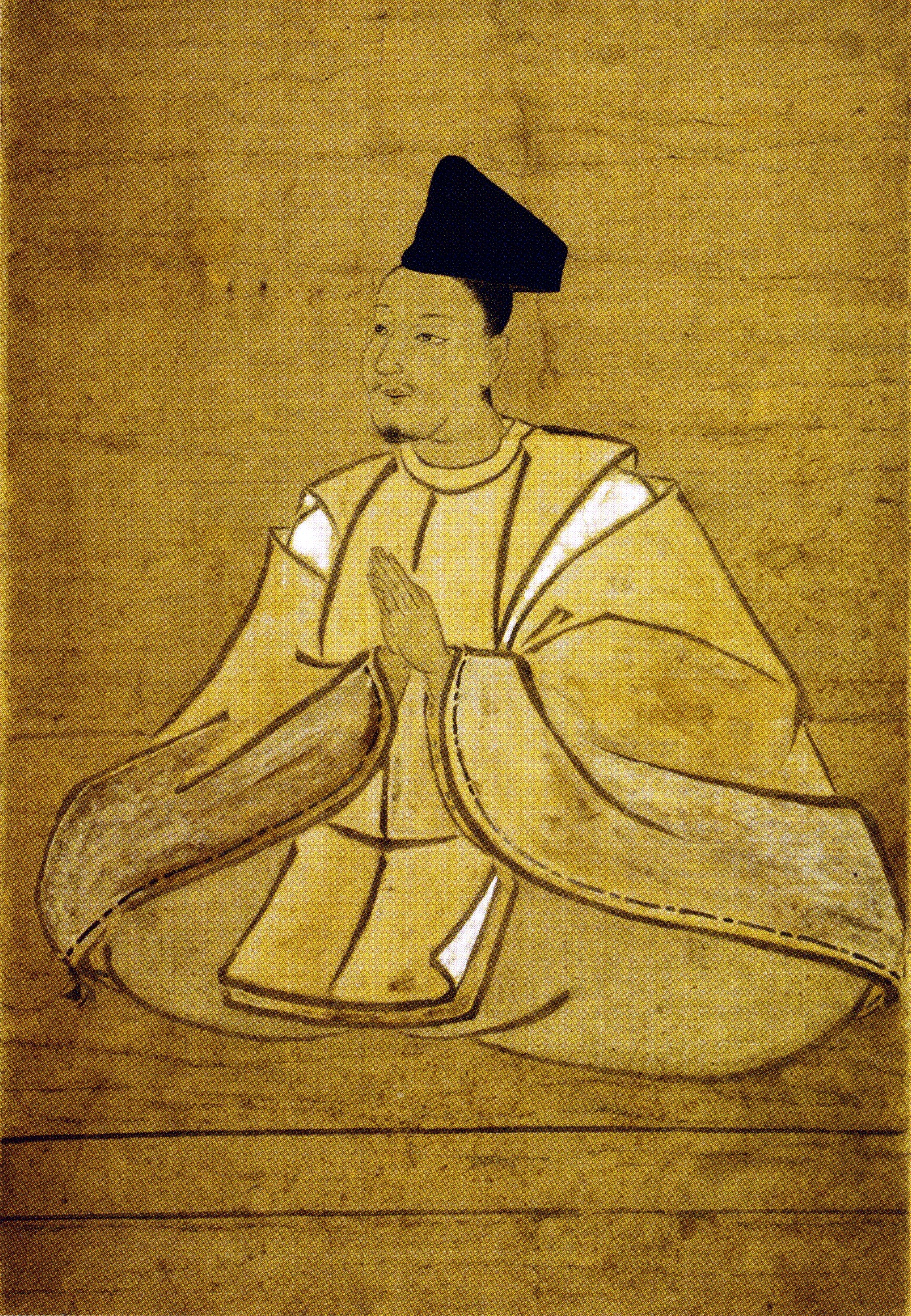
Taira no Shigehira

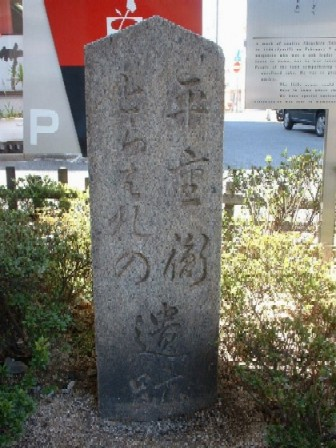
Marco que indica onde Taira no Shigehira foi capturado.

Depois de derrotar Minamoto no Yukiie na Batalha de Sunomatagawa , Shigehira foi nomeado comandante-em-chefe das forças Taira , e lhes foram  dado 13.000 homens .
Shigehira foi derrotado e capturado quatro anos depois, na Batalha de Ichi-no-Tani , e depois entregue aos monges do Templo Tōdai-ji , que ele mandara queimar. Foi então decapitado pelos monges em 1185 .